# Hegedűs László (pilóta)

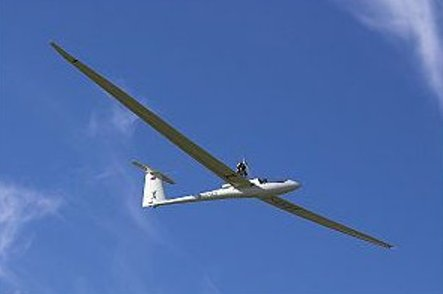
Nimbus–4T

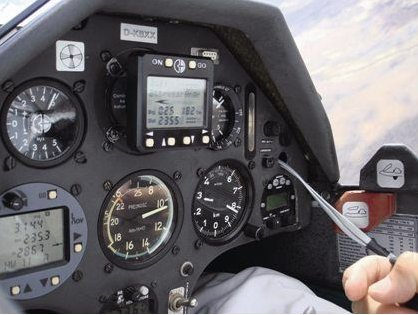
A "Nimbus–4T" műszerfala

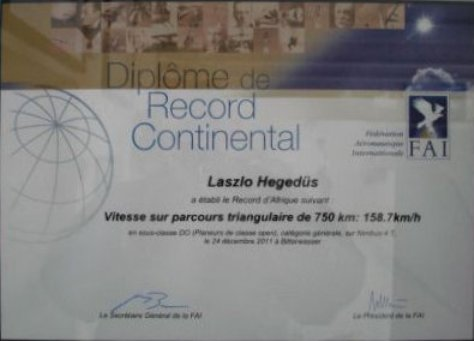
Hegedűs László Africa Continental Record diplomája 750 kilométeres háromszögön

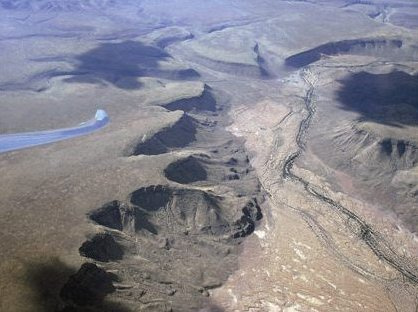
Hegedűs László Namíbia felett

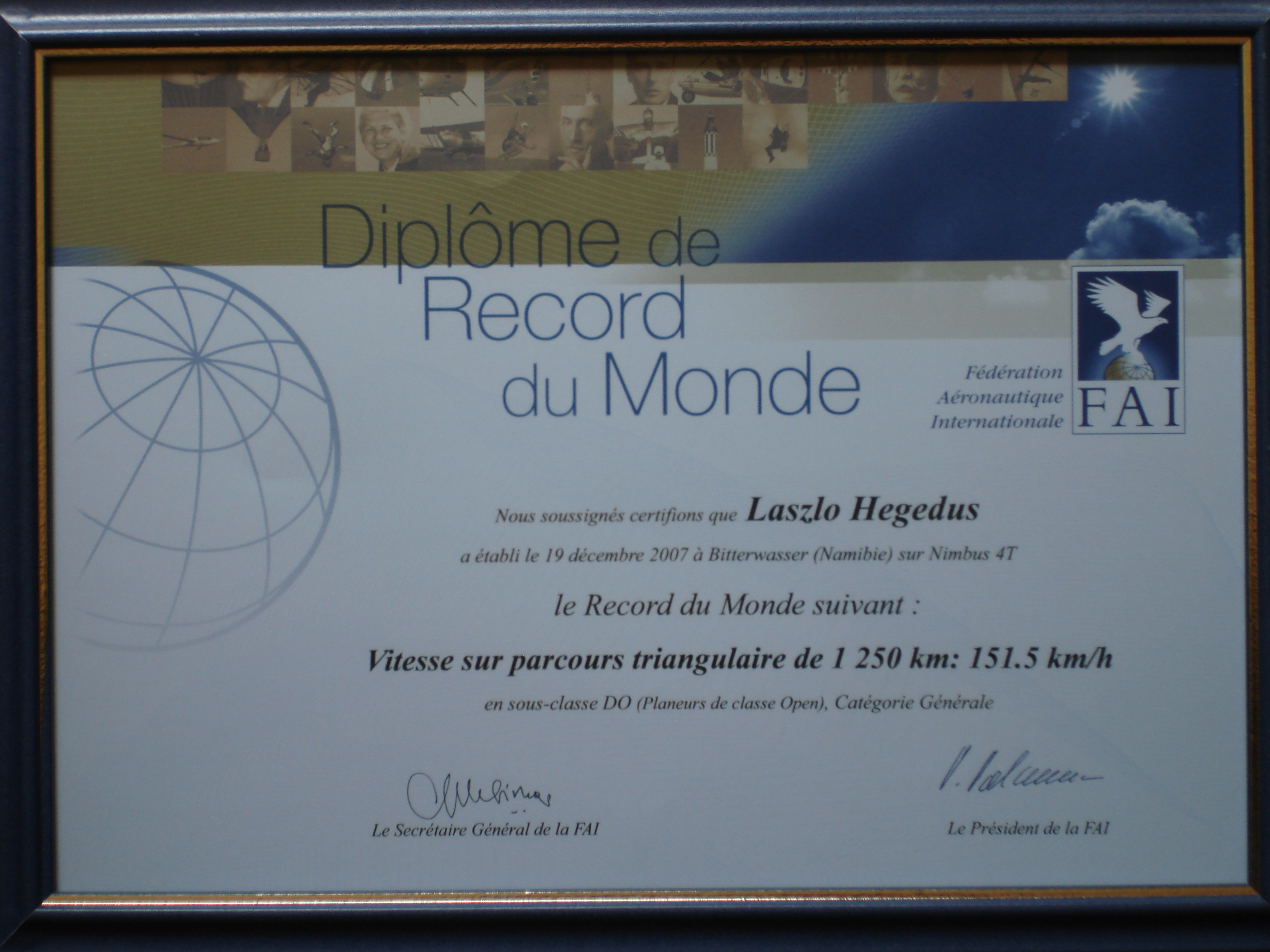
Hegedűs László FAI Világrekord Diplomája

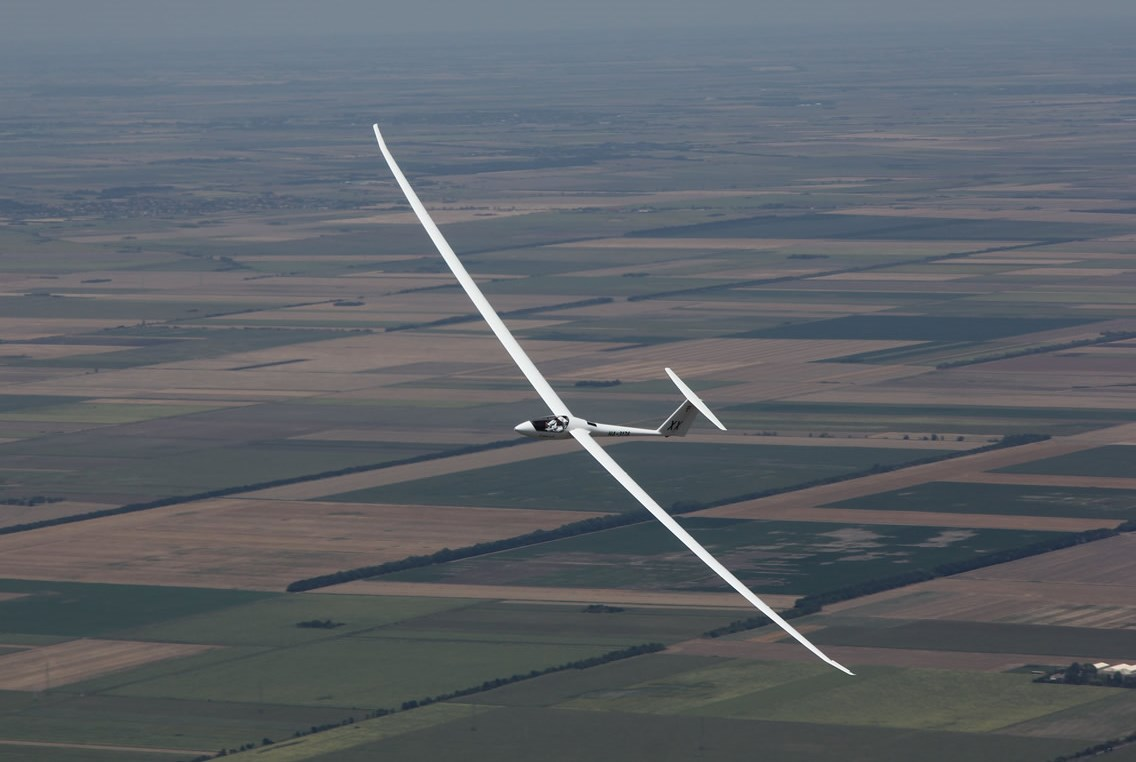
Hegedűs László az 58. Nemzeti Vitorlázórepülő Bajnokság 11. versenynapján (Szeged, 2013.08.08.)

Hegedűs László (Bagoly) (1952. december 12. –) világrekorder, magyar vitorlázórepülő, a Malév volt pilótája, kapitánya.

## Életpálya
1967-ben ismerkedett meg a repüléssel. 1972-ben kapta meg az oktató engedélyt. A hivatásos repülést 1977-ben kezdte, a Nyíregyházi Mezőgazdasági Főiskola Gépész Kar mezőgazdasági repülőgépvezető ágazata elvégzése után.
1978. február 17-én lépett be a Malévhez. Il–18-ason másodpilóta és navigátor, majd 1986-tól 1990-ig repülőgép-parancsnok. Ezen a típuson összesen 3845 órát szolgált. A Tu–154-es típuson két évet, és 1124 órát repült. 1992-től a Boeing 737–200, majd 1994-től a Boeing 737 Classic (300, 400, 500) típusokat repülte. 2002-től pedig Boeing 737NG (600, 700, 800) típuson repül.
1968 óta tartó repülőpályafutása során 29071 órát töltött levegőben. Ebből közforgalmi gépen, a Malév összeomlásáig 18 030 órát, motoros (dugattyús) gépen 903 órát, vitorlázó gépen 10139 órát, ezzel a magyar vitorlázórepülés történelmében elsőként átlépve a 10 ezer repült órás határt.

## Sportegyesületei

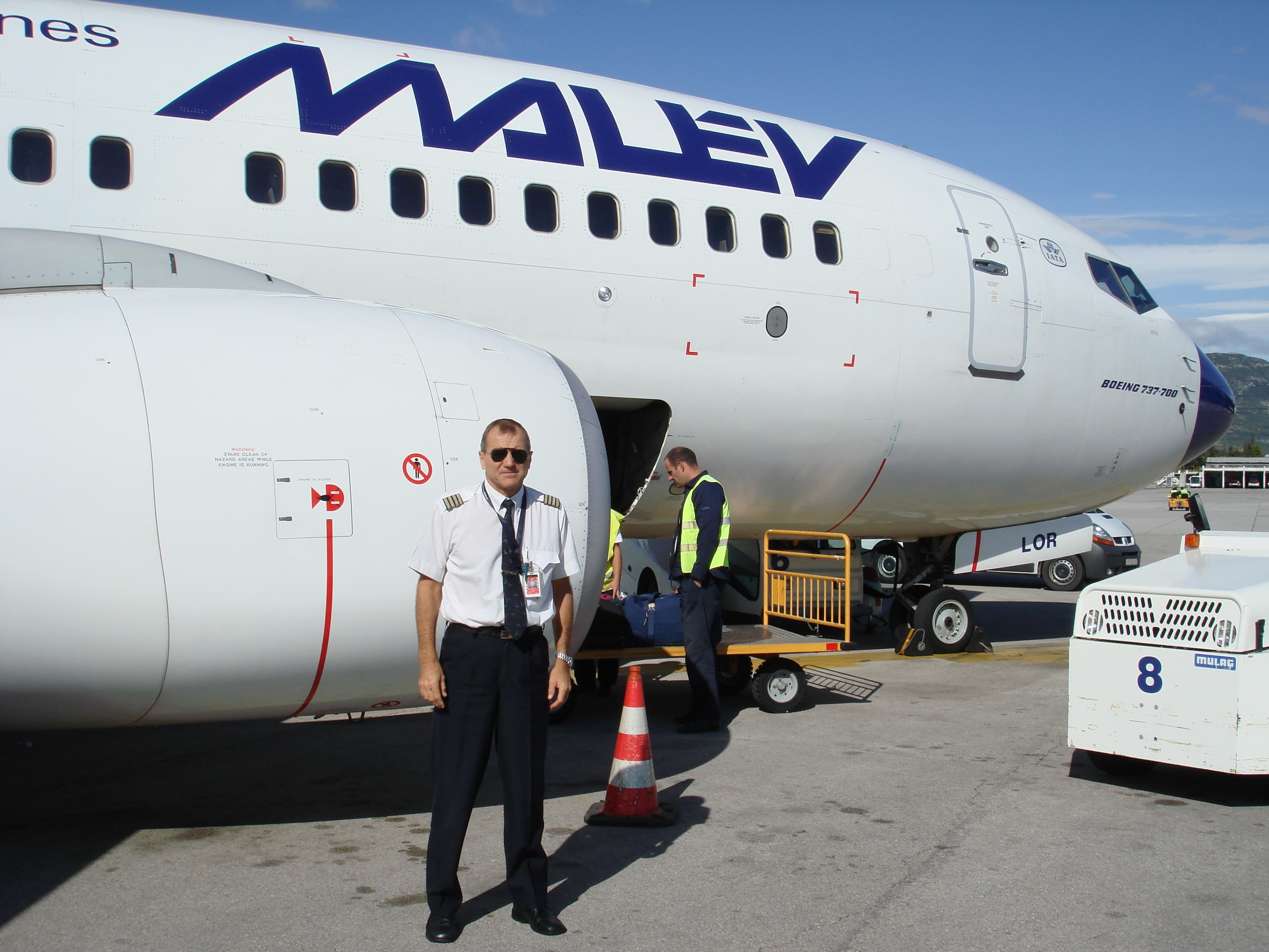
Hegedűs László Malév kapitány Split repülőterén 2008. szeptember 20. A HA-LORómeóval jött haza Bagoly 2012. február 2-án este Koppenhágából. Magyar felségjel alatt ez volt az utolsó útja

- 1968-1983. Postás Repülő Klub
- 1983-2013. Malév Aero Club
- 2013-tól Alföldi Repülő Klub

## Sporteredmények
- 1970-ben teljesítette az ezüstkoszorú feltételeit.
- 1973-ban megnyerte az Ezüstkoszorúsok Országos Bajnokságát és teljesítette az aranykoszorú feltételeit.
- 1979-ben megszerezte a Gyémántkoszorút.
- 2001. január 9-én 1000 kilométert repült a Dél-afrikai Köztársaságban.
- 2003. június 28-án Magyarország felett megrepülte az első 1000 kilométert, ami ez idáig egyedülálló.
- 2007. december 19-én Namíbiában repülte meg az 1250 kilométeres távot. FAI háromszögön sebességi világrekordot állított fel 151,5 kilométer/órával, ami a vitorlázórepülésben az első magyar hivatalos világrekord.
- 2011. december 2-án Namíbiában 500 kilométeres FAI hurokrepülés, Afrika rekord 167,2 kilométer/órával.
- 2011. december 24-én Namíbiában 750 kilométeres FAI háromszögön Afrika rekord 158,7 kilométer/órával.
- 2012. május 31-én Szatymazon 100 kilométeres FAI háromszögön Európa rekord 156,66 kilométer/órával.
- 2012. augusztus 2-án Szatymazon 300 kilométeres FAI háromszögön Európa rekord 135,97 kilométer/órával.
- 2014. Őcsény Elő-Európa-bajnokság: győzelem a szabad osztályban
- 2014. december 21-én Namíbiában 100 kilométeres FAI háromszögön Afrika rekord 192,95 km/órával.
- 2015. július 04-én Szatymazon 750 kilométeres FAI háromszögön Európa rekord 129,53 km/órával.
- 2018. augusztus 22-én Szatymazon 100 km-es FAI háromszögön Európa rekord 175,10 km/órával.
- 2018. december 16-án Dél-afrikai Köztársaságban 500 km-es FAI háromszögön Afrika rekord 181,99 km/órával.
- 2019. január 07.-én Dél-afrikai Köztársaságban 100 km-es FAI háromszögön Afrika rekord 207,44 km/órával.
- 2019. augusztus 30-án Szatymazon 300 km-es FAI háromszögön Európa rekord 143,57 km/órával.
- 2022. augusztus 17.-én Szatymazon 500 km-es FAI háromszögön Európa rekord 139,73 km/h-val.
- 60-nál több távolsági, sebességi, magassági országos és nemzeti-, 11 kontinens-, valamint 1 világrekordot repült.

## Szakmai sikerek
- 1973-ban Az év ifjúsági sportolója.
- 1997-ben elnyeri a Hungária Vándordíjat.
- 1997-ben Az év sportolója.
- 2001-es Dél-afrikai távrepülését a Nemzetközi Repülő Szövetség (FAI) 1000 km-es FAI Diplomával jutalmaz. Ezt a teljesítményt akkor Magyarországon másodikként érte el.
- 2003-ban másodszor kerül hozzá a Hungária Vándordíj.
- 2006-ban elnyeri a Rotter Lajos Vándordíjat.
- 2007-es távrepülésért megkapta az 1250 km-es FAI Diplomát. Ebből a diplomából összesen tizennégy van a világon, övé a nyolcadik, Magyarországon az első és egyelőre az egyetlen.
- 2007-ben Az év sportolója.
- 2008. február 17-én vette át a 30 éves Malév törzsgárda kitüntetését.
- 2011-ben ismét elnyeri a Rotter Lajos Vándordíjat.
- 2011-ben a Magyar Polgári Repülésért Érdemérem elismerésben részesült.
- 2012-ben neki ítélik a Turul Vándordíjat és harmadszor is elnyeri Az év sportolója díjat.
- Számos alkalommal volt tagja a Magyar Vitorlázórepülő Válogatott Keretnek és számos alkalommal nyert Magyar Vitorlázórepülő Kupát.